# أميمة في دار الأيتام (مسلسل)
أميمة في دار الأيتام، مسلسل تلفزيوني كويتي إنتج وعرض عام 2010، للكاتبة هبة مشاري حمادة والمخرج منير الزعبي.

## قصة المسلسل
تدور أحداث المسلسل حول "أميمة" التي تصدم بسرقة سيارتها والتي كانت بداخلها ابنتها "أمل"، فتحاول نسيان ما حدث وتشغل نفسها في الدراسة والسفر لقيام بالأعمال الإنسانية، وبعد 18 عامًا تعود وتبدأ بالعمل كأخصائية بدار لرعاية الأيتام يوجد بها ثمان يتيمات وهن "عايشة" و"أمينة" و"حنان" و"ليلى" و"سبيكة" و"شيخة" و"مها" و"دانة" لتكون المفأجاة أن وسط كل واحدة منهن مشكلة خاصة بها وتقوم بحلها بأساليبها الخاصة بشكل مباشر وغير مباشر في بعض الأحيانا، وذلك بمساعدة زميلاتها بالدار المربيات "عزيزة" و"أم علي"، لتجد بالنهاية أن سارق سيارتها هو ابن "أم علي" وأن ابنتها "أمل" واحدة من بين اليتيمات الخمسة بأستنثاء "مها" التي يكشف أنها ابنة "عزيزة"، و"دانة" التي جاءت للدار حديثًا بسبب تحرش مربيها فيها، و"عايشة" التي تعرفت على أهلها الحقيقيين.
في عام 2025 كشفت الممثلة هدى حسين، بأن ابنة أميمة هي «سبيكة» (فاطمة الصفي).

## المشاركين بالعمل
| الممثل/ة      | الدور                    |
| ------------- | ------------------------ |
| هدى حسين      | أميمة                    |
| إلهام الفضالة | عزيزة                    |
| طيف           | نعيمة أم علي             |
| لمياء طارق    | مها                      |
| شجون الهاجري  | عايشة                    |
| فاطمة الصفي   | أمل / سبيكة (ابنة أميمة) |
| ملاك          | حنان                     |
| بثينة الرئيسي | دانة                     |
| شوق           | شيخة                     |
| نجوى الكبيسي  | ليلى                     |
| إلهام محمد    | أمينة                    |
| فهد باسم      | عوض                      |
| علي كاكولي    | مشعل                     |
| أحمد مساعد    | أبو عايشة                |
| أسامة المزيعل | عادل                     |
| غرور          | أم عوض                   |
| صادق بهبهاني  | ماجد                     |
| طلال باسم     | عوض وهو طفل              |